# Cebuella niveiventris
Cebuella niveiventris is een zoogdier uit de familie van de klauwaapjes (Callitrichidae). De wetenschappelijke naam van de soort werd voor het eerst geldig gepubliceerd door Einar Lönnberg in 1940.

## Taxonomie
Tot 2018 werd er slechts één soort in het geslacht Cebuella gerekend: C. pygmaea, maar uit onderzoek bleek dat C. niveiventris een aparte soort was.

## Voorkomen
De soort komt voor in het westen van Brazilië en het oosten van Peru.